# آنتونی لیپینی
آنتونی لیپینی (انگلیسی: Anthony Lippini؛ زادهٔ ۷ نوامبر ۱۹۸۸) بازیکن فوتبال اهل فرانسه است.
از باشگاه‌هایی که در آن بازی کرده‌است می‌توان به باشگاه فوتبال آژاکسیو، باشگاه فوتبال کلرمون فوت، باشگاه فوتبال تروا، و باشگاه ورزشی مون‌پلیه اشاره کرد.
وی همچنین در تیم ملی فوتبال Corsica بازی کرده‌است.